# 박영준 (1960년)
박영준(朴永俊, 1960년 7월 20일~)은 대한민국의 정무직공무원으로 제4대 지식경제부 제2차관을 지냈다. 경상북도 칠곡에서 출생하였다.
고려대학교 법학과 학사 학위 후 대우HMS(현 이래오토모티브시스템주식회사)에서 직장생활을 시작했으며, 대우그룹 기획조정실을 거쳤다.
1994년부터 2005년까지 11년간 이상득 의원의 보좌관으로 일했다.
2005년 서울특별시장 정무보좌역으로 일하였으며, 2006년 이 대통령의 외곽캠프인 ‘안국포럼’을 꾸렸고 이후 전국을 돌며 ‘선진국민연대’를 이끌었다.
이명박시장 재직시절인 2007년에 서울특별시 정무담당 국장이었으며, 제17대 대통령 당선자 비서실 총괄팀장을 맡았다. 이후 2008년에는 대통령실 기획조정비서관을 맡았으며, 이명박 정권의 실세로 "왕차관"이라고 불리었으나 국정파행 책임을 두고 정두언 한나라당 의원의 공격을 받은지 이틀만에 사임하였고 5개월 뒤 2009년 국무총리실 국무차장에 임명되었다.
대통령기획조정비서관에서 물러난 지 6개월도 안 돼 내각으로 복귀한 것은 해보기도 전에 ‘안 된다’ ‘불가능하다’하는 인재가 아닌 일을 스스로 찾아 쉴 새 없이 움직이는 박 차장의 적극성 때문이란 분석이 많다.
2010년 지식경제부 2차관으로 임명되었다. 2012년 4월 11일 대한민국 제19대 총선에 대구광역시 중·남구에 무소속으로 출마했으나 낙선했다.
2012년 5월부터 양재동 파이시티 인허가 비리 사건으로 재판, 그해 9월, 징역 3년형을 선고받았고, 한달뒤 10월 17일에는 징역 2년의 실형이 선고됐다.
그러나 출소 당일 한국수력원자력 비리로 또다시 구속 2014년 2월 20일에는 5천만 원을 받은 혐의에 대해 증거 불충분 등을 이유로 무죄가 선고됐으나, 2010년 10월~2011년 4월 김종신 전 한국수력원자력 사장으로부터 원전 정책수립에 한수원 입장을 고려해달라는 부탁과 함께 700만 원을 받은 혐의는 유죄로 판단, 징역 6월과 벌금 1천400만 원, 추징금 700만 원이 선고되었고 그 뒤 2014년 11월 13일, 만기출소했다.

## 학력
- 대구남산초등학교 36회 졸업
- 영남중학교 26회 졸업
- 오성고등학교 13회 졸업
- 고려대학교 법학과
- 고려대학교 정책대학원 경제학 석사
- 한양대학교 대학원 정치외교학과 박사과정 수료

## 역대 선거 결과
| 실시년도 | 선거  | 대수 | 직책     | 선거구         | 정당   | 득표수   | 득표율         | 순위 | 당락 | 비고 |
| -------- | ----- | ---- | -------- | -------------- | ------ | -------- | -------------- | ---- | ---- | ---- |
| 2012년   | 총선  | 19대 | 국회의원 | 대구 중구·남구 | 무소속 | 5,809 표 | \| \| 5.65% \| | 4위  | 낙선 |      |
|          | 5.65% |      |          |                |        |          |                |      |      |      |